# Tunis
Tunis (arabisch تونس, DMG Tūnis) ist die Hauptstadt Tunesiens und Provinzhauptstadt des gleichnamigen Gouvernements. Sie ist die größte Stadt Tunesiens und hatte im Jahr 2014 laut Zensus 1.056.247 Einwohner. In der Agglomeration wohnen etwa zwei Millionen Einwohner (Juni 2014). Ihr historischer Kern, die Médina, steht auf der UNESCO-Welterbe-Liste.
Nachdem die Stadt ein bescheidenes Dorf im Schatten von Karthago, Kairouan und danach Mahdia gewesen war, wurde sie am 20. September 1159 (5. Ramadan 554 des muslimischen Kalenders) unter der Regierung der Almohaden als Hauptstadt genannt. Ihr Status wurde danach im Jahr 1228 von den Hafsiden bestätigt und auch nach der Unabhängigkeit des Landes von Frankreich am 20. März 1956.
Tunis ist die ökonomische und kommerzielle Hauptstadt Tunesiens. Ihr dichtes Straßen- und Autobahnnetz und ihre internationale Fluganbindung machen sie zu einem Konvergenzpunkt des Nationalverkehrs. Diese Situation ist ein Ergebnis einer langen zentralistischen Politik, die dazu beigetragen hat, dass sich alle wichtigen Institutionen in Tunis befinden.
Im Laufe des 20. Jahrhunderts hat sich die Agglomeration außerhalb der Grenzen der Gemeinde erweitert. Heute erstreckt sich Tunis über vier Gouvernorats, Tunis, l'Ariana, Ben Arous und La Manouba, und wird Le Grand Tunis (das große Tunis) genannt.
Im Jahr 2017 stand Tunis auf dem 113. Platz der Weltrangliste der lebenswertesten Städte und auf dem 1. Platz in Nordafrika.

## Etymologie
Nach Paul Sebag ist Tunis die Transkription eines Namens, der tûnus, tûnas oder tûnis (û hat den Wert eines u im Deutschen) in den gängigsten tunesischen Dialekten ausgesprochen wird. Die drei Begriffe wurden schon von dem syrischen Geographen Yāqūt ar-Rūmī in seinem Werk Muʿǧam al-Buldān / معجم البلدان / ‚Wörterbuch der Länder‘ erwähnt. Der dritte herrscht vor, auch bei der Einwohnerbezeichnung tûnisi oder tûnusi (Tuniser).
Unter Berücksichtigung aller vokalischen Variationen hat der Name von Tunis wahrscheinlich die Bedeutung von Biwak oder Nachtlager. Aus dem Namen von Tunis wurde auch der französische Begriff Tunisie abgeleitet. Dieser Name wurde von französischen Historikern und Geographen geschaffen und hat sich in fast allen europäischen Sprachen etabliert. Der Begriff Tunes (auf Tunesisch wie auch auf Arabisch) bezeichnet allerdings sowohl die Stadt als auch das Land. Ob über Tunis oder Tunesien gesprochen wird, ergibt sich aus dem Kontext.
Eine jüngere Erklärung besagt, dass der Name aus dem berberischen Begriff Tinast abgeleitet sei. Er bedeute Schlüssel der Fruchtbarkeit und nehme Bezug auf die Fruchtbarkeit des Bodens in diesem Gebiet. Eine weitere Theorie bringt den Namen mit der punischen Göttin Tanit in Verbindung und führt ins Feld, dass mehrere antike Städte nach Gottheiten benannt wurden. Eine vierte Theorie bringt den Namen mit der Stadt Tynes in Verbindung, die von Diodor und Polybios erwähnt wird.

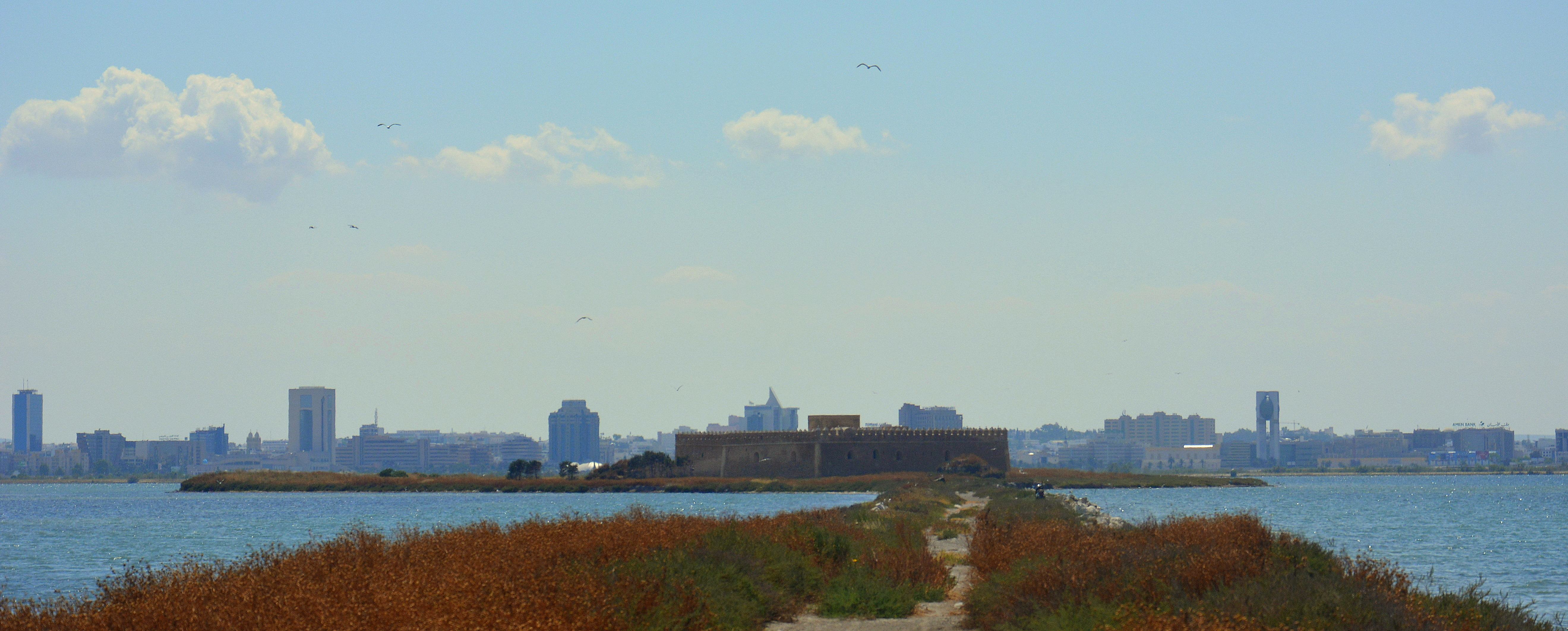
Gesamtansicht von Tunis

## Geographie

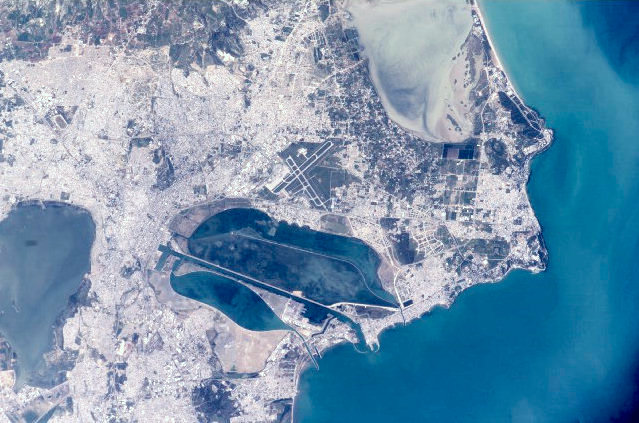
Satellitenbild von Tunis und Umgebung

### Lage
Tunis liegt im Norden des Landes unweit des Mittelmeers. Zwischen der Stadt und dem Golf von Tunis liegt der See von Tunis, eine flache Lagune. Uhrzeit: GMT+1h.

### Stadtteile und Vororte
Die Innenstadt von Tunis mit der historischen Altstadt (Medina) und der während der Kolonialzeit angelegten Neustadt liegt zwischen dem See von Tunis und dem See Sebkhet Sedjoumi (arabisch سبخة سيجومي).
Um die Innenstadt herum liegen die inneren Vororte: im Westen das Villen- und Regierungsviertel Le Bardo mit dem gleichnamigen Museum, im Norden das Viertel um die Belvédère-Hügel und die neueren Siedlungen El Menzah und Ariana, im Süden die Industrieviertel Megrine und Ben Arous.
Während der Kolonialzeit bauten die Franzosen einen 10 km langen Schnellstraßen- und Stadtbahndamm quer durch den See von Tunis, der als Fortsetzung der Avenue Habib Bourguiba die Innenstadt von Tunis mit der Hafenstadt La Goulette (Halk al-Wadi) verbindet. Nördlich von La Goulette reihen sich die wohlhabenden Vororte Qartāj (Carthage, Karthago) mit dem internationalen Flughafen Tunis, Sidi Bou Saïd, La Marsa und Gammarth an die Küste, südöstlich liegt der Badeort Hammam-Lif.

### Klima
Tunis liegt in der subtropischen Klimazone und innerhalb des Bereichs winterfeucht-sommertrockenen Mittelmeerklimas im Norden Tunesiens. Die Jahresmitteltemperatur liegt bei 17,7 °C, die jährliche Niederschlagssumme beträgt 465 mm. Der überwiegende Teil dieser Niederschläge fällt im Winterhalbjahr, im Sommer herrscht ein arides Klima. Die heißesten und trockensten Monate sind Juli und August mit Monatsdurchschnittstemperaturen um 26 °C. Im Januar und Februar liegt das Monatsmittel knapp über 10 °C. Die Temperatur von 49 ° Celsius wurde erstmals im Sommer 2023 erreicht.
|                       | Jan  | Feb  | Mär  | Apr  | Mai  | Jun  | Jul  | Aug  | Sep  | Okt  | Nov  | Dez  |   |       |
| Mittl. Tagesmax. (°C) | 15,7 | 16,5 | 18,1 | 20,7 | 24,9 | 29,0 | 32,6 | 32,7 | 29,7 | 25,2 | 20,5 | 16,7 | ⌀ | 23,6  |
| Mittl. Tagesmin. (°C) | 7,2  | 7,4  | 8,3  | 10,4 | 13,7 | 17,3 | 20,0 | 20,8 | 19,0 | 15,5 | 11,3 | 8,2  | ⌀ | 13,3  |
|                       |      |      |      |      |      |      |      |      |      |      |      |      |   |       |
| Niederschlag (mm)     | 59,3 | 57,0 | 47,2 | 38,0 | 22,6 | 10,4 | 3,1  | 7,1  | 32,5 | 65,5 | 56,0 | 66,8 | Σ | 465,5 |
|                       |      |      |      |      |      |      |      |      |      |      |      |      |   |       |
| Sonnenstunden (h/d)   | 146  | 160  | 198  | 225  | 282  | 309  | 357  | 329  | 258  | 258  | 174  | 149  | ⌀ | 237,6 |
|                       |      |      |      |      |      |      |      |      |      |      |      |      |   |       |
| Regentage (d)         | 12   | 12   | 11   | 9    | 5    | 3    | 1    | 2    | 6    | 9    | 10   | 12   | Σ | 92    |
|                       |      |      |      |      |      |      |      |      |      |      |      |      |   |       |
| Wassertemperatur (°C) | 14   | 14   | 14   | 15   | 17   | 20   | 24   | 24   | 24   | 22   | 19   | 16   | ⌀ | 18,6  |
|                       |      |      |      |      |      |      |      |      |      |      |      |      |   |       |
| Luftfeuchtigkeit (%)  | 76   | 74   | 73   | 71   | 68   | 64   | 62   | 64   | 68   | 72   | 74   | 77   | ⌀ | 70,2  |

| 7,2 |

| 7,4 |

| 8,3 |

| 10,4 |

| 13,7 |

| 17,3 |

| 20,0 |

| 20,8 |

| 19,0 |

| 15,5 |

| 11,3 |

| 8,2 |

| 7,2 |

| 7,4 |

| 8,3 |

| 10,4 |

| 13,7 |

| 17,3 |

| 20,0 |

| 20,8 |

| 19,0 |

| 15,5 |

| 11,3 |

| 8,2 |

## Wirtschaft
Hauptprodukte der Industrie in und um Tunis sind Textilien, Teppiche und Olivenöl. Der Tourismus ist eine weitere wichtige Quelle für das Einkommen der Stadt. Zudem hat in Tunis auch die erste tunesische Automobilmarke Wallyscar ihren Sitz. Auch die nationale Wertpapierbörse - die Bourse de Tunis befindet sich in der Hauptstadt.

### Wirtschaftssektoren
Die Wirtschaftsstruktur von Tunis und des Landes ist überwiegend tertiär. Die Stadt ist das größte Finanzzentrum des Landes, in dem 65 % der Finanzunternehmen ihren Hauptsitz haben – während der Industriesektor allmählich an Bedeutung verliert. Die Sekundärindustrie ist jedoch nach wie vor stark vertreten und Tunis hat 85 % der Industriebetriebe in den vier Gouvernoraten mit einem Trend zur Ausbreitung spezialisierter Industriegebiete in den Vororten.
Die Primärindustrie wie die Landwirtschaft ist jedoch in spezialisierten landwirtschaftlichen Gebieten in den Vororten tätig, insbesondere in der Wein- und Olivenölindustrie. Das allgemein flache Gelände und die beiden Hauptflüsse in Tunesien, der Medjerda im Norden und der Oued Miliane im Süden. Die Böden sind fruchtbar. Tunis hat mehrere große Ebenen, die produktivsten befinden sich in Ariana und La Soukra (Norden), in der Ebene von Manouba (Westen) und in der Ebene von Mornag (Süden). Darüber hinaus ist das Grundwasser durch Bohren von Tiefbrunnen leicht zugänglich und liefert Wasser für die verschiedenen landwirtschaftlichen Kulturen. Die Böden sind schwer und enthalten im Norden Kalkstein, im Süden sind sie leichter und sandiger und enthalten Ton. In der Gemeinde Tunis gibt es eine große Vielfalt: Durum wird in Manouba angebaut, Oliven und Olivenöl in Ariana und Mornag, Wein (Mornag) sowie Obst, Gemüse und Hülsenfrüchte werden in allen Regionen angebaut.

## Verkehr

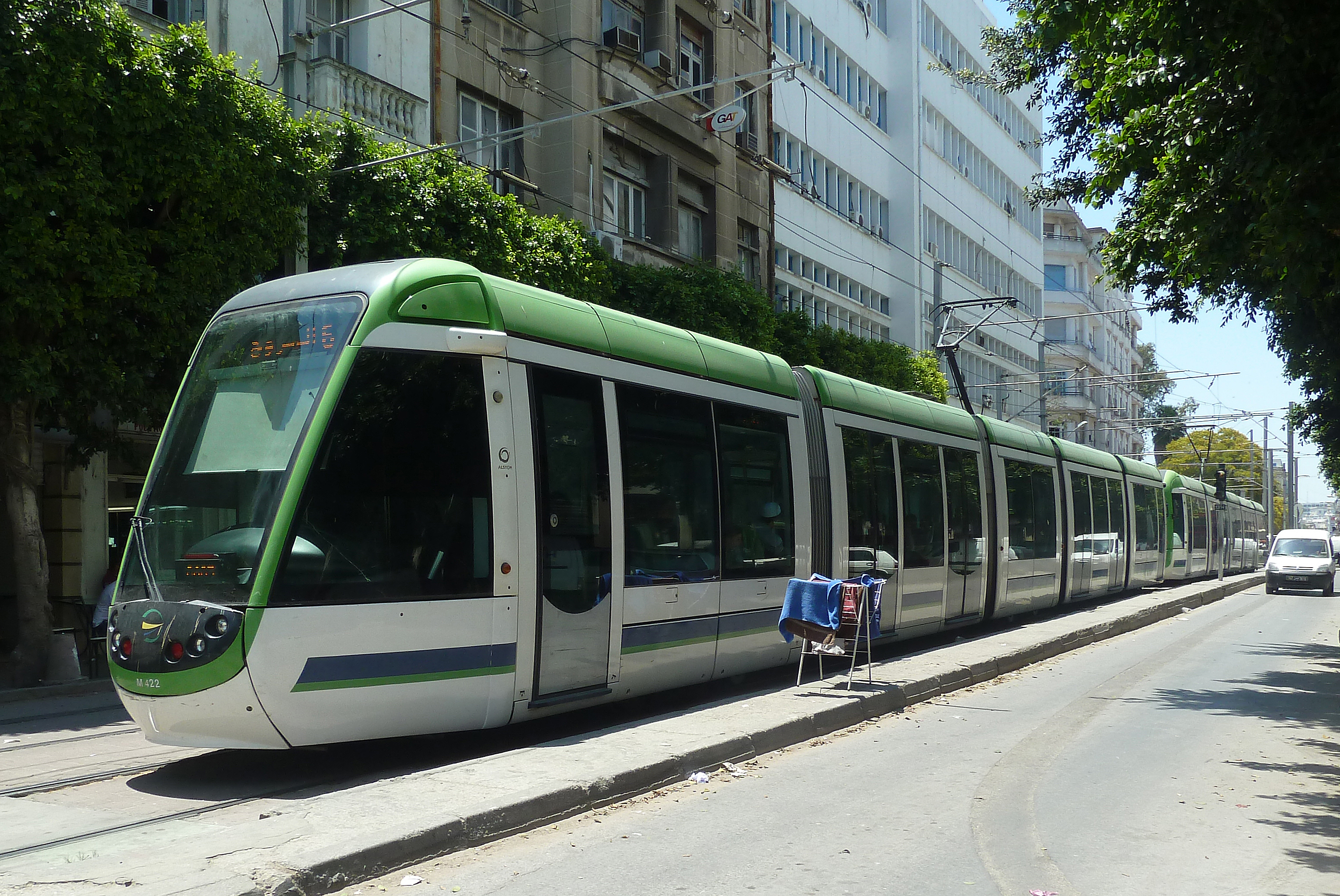
Stadtbahn von Tunis

Tunis ist der wichtigste Knotenbahnhof der tunesischen Staatsbahn Société nationale des chemins de fer tunisiens und wird sowohl im Fern-, Nah-, als auch im Vorortverkehr bedient. Die Société des transports de Tunis betreibt die Stadtbahn Tunis, das 5.836 Kilometer lange städtische Busnetz sowie die Vorortbahn Tunis-Goulette-Marsa (TGM).
Tunis hat unweit des Zentrums mit dem Aéroport International de Tunis-Carthage auch einen internationalen Flughafen sowie umfangreiche Hafenanlagen mit Fährverbindungen nach Frankreich (Marseille, Toulon) und Italien (u. a. nach Genua, Palermo, Salerno). 
Zwischen November 1984 und Juli 1987 wurde unter dem Viertel Bab Souika und dem gleichnamigen Platz ein Tunnel erstellt, der die Verkehrshauptachse des Viertels unterirdisch verlegt.

## Geschichte

### Antike
Tunis ist eine der ältesten Städte am Mittelmeer. Die numidische Stadt Tunes existierte bereits vor dem Eintreffen der ersten phönizischen Kolonisten im 9. Jahrhundert v. Chr. Jedoch stand Tunis in der Antike stets im Schatten des mächtigen Karthagos.

### Mittelalter

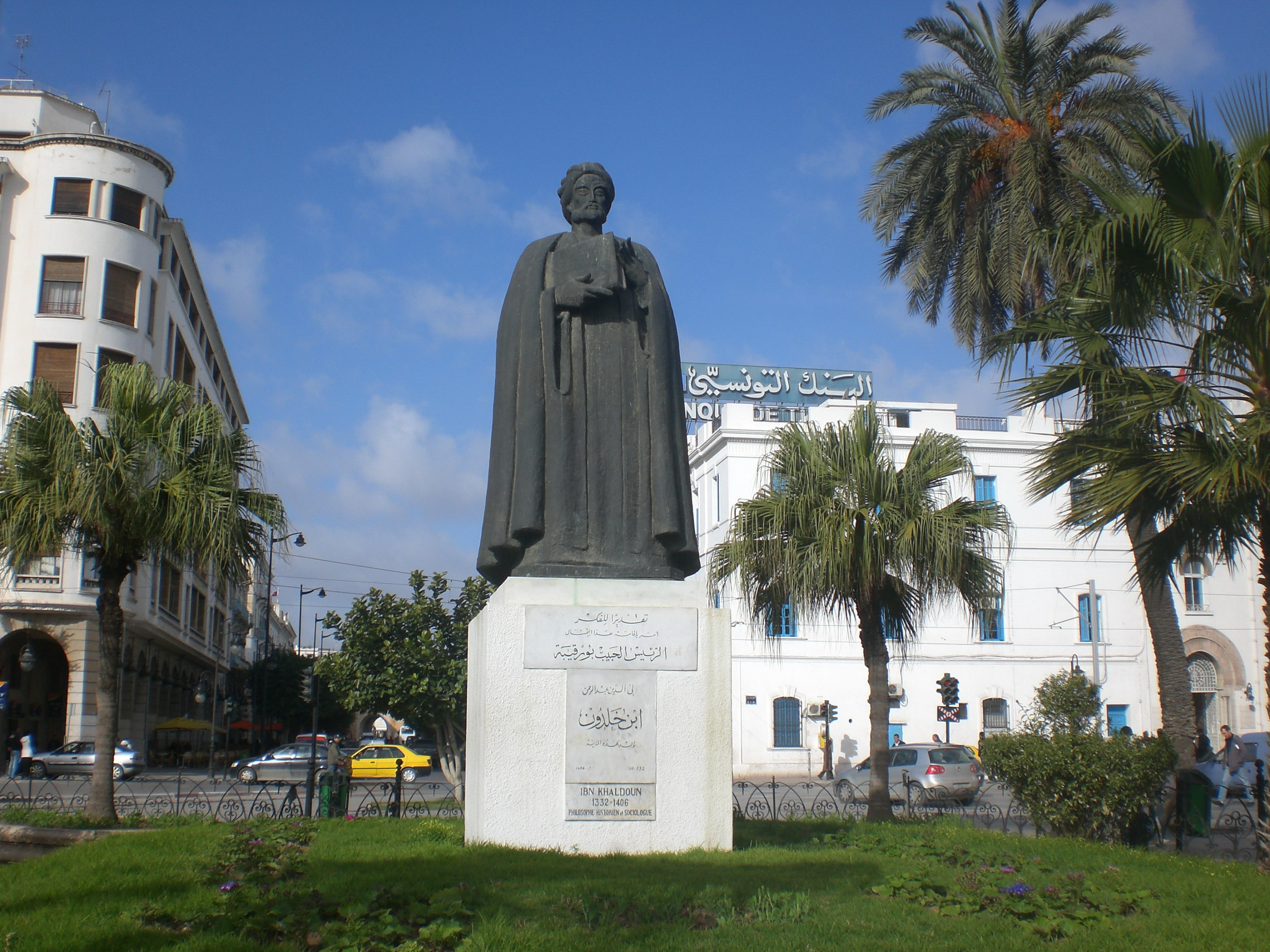
Statue des Politikers Ibn Chaldūn (1332–1406)

Erst nach der arabischen Eroberung und der Zerstörung Karthagos Ende des 7. Jahrhunderts gelangte Tunis zu überregionaler Bedeutung. Unter der Herrschaft der Aghlabiden diente Tunis im 9. Jahrhundert kurzfristig als Residenz. Zu dieser Zeit entstand die Medina mit der Ez-Zitouna-Moschee.
Tunis wurde im Jahr 1159 unter der Dynastie der Almohaden die Hauptstadt Ifrīqiyas und war ein führendes Handelszentrum mit Europa. Im Jahr 1270 scheiterte ein Eroberungsversuch des französischen Königs Ludwig IX. während des Siebten Kreuzzugs.

### Neuzeit
Erstmals gelangte Tunis im Jahr 1534 unter osmanische Herrschaft. Ein Jahr später wurde es von Karl V. im Tunisfeldzug erobert und unterstand danach spanischem Protektorat, bis Tunis im Jahr 1574 endgültig in die Hand der Osmanen fiel. Nach 1591 waren die osmanischen Gouverneure (Beys) relativ unabhängig und die Stadt wuchs als ein Zentrum von Piraten und Handel. Ab 1609 siedelten sich zahlreiche Flüchtlinge aus al-Andalus, überwiegend Muslime aber auch viele Juden, an und trugen zum wirtschaftlichen und kulturellen Aufschwung von Tunis bei.

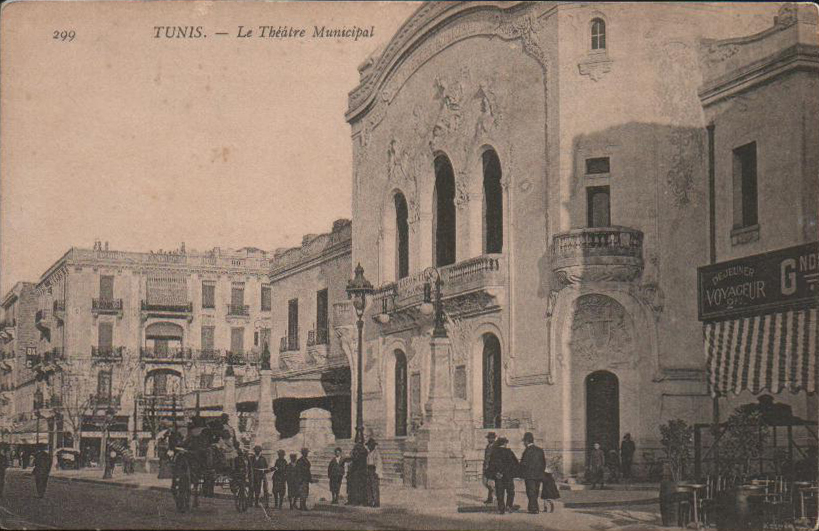
Das Théâtre Municipal um 1900

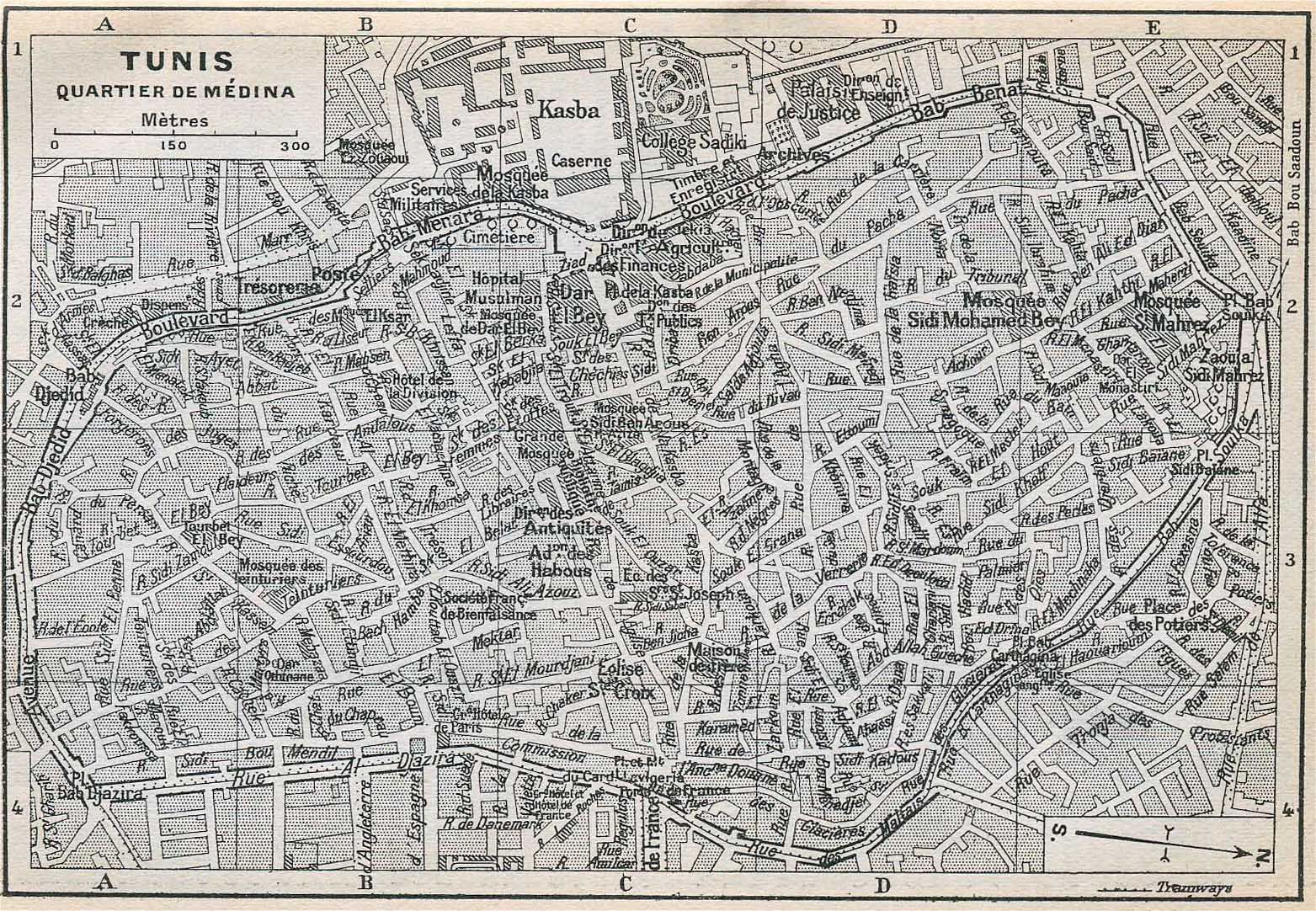
Die Altstadt von Tunis in einer Karte von 1937

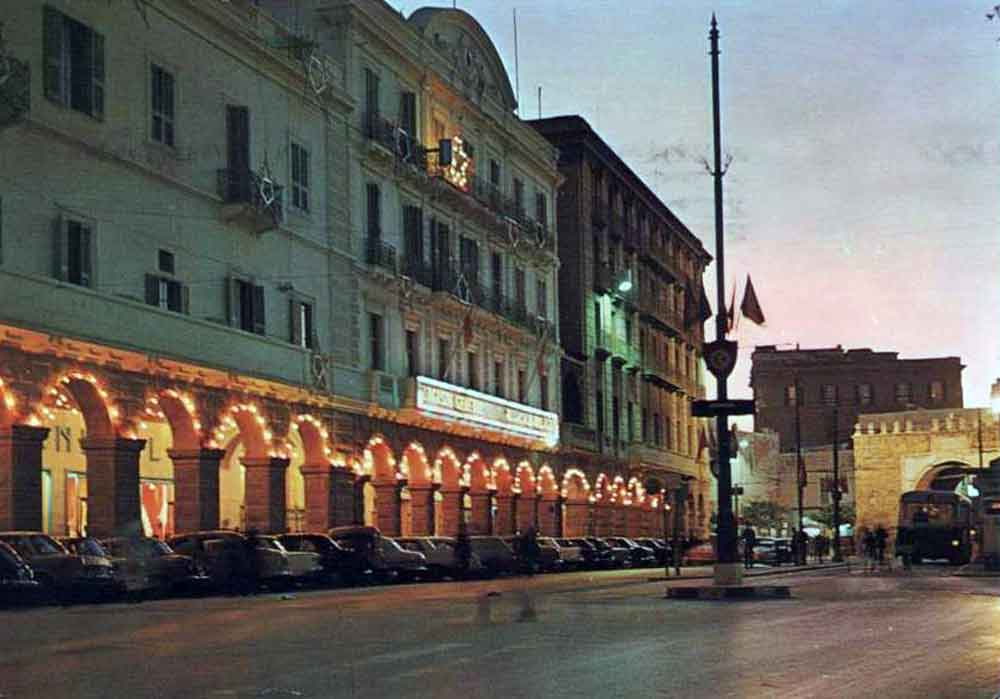
Arkade an der Avenue de France, die noch heute diesen Namen trägt

Im April 1655 war der englische Admiral Robert Blake beauftragt worden, von den Staaten des Mittelmeers, die englische Schiffe angegriffen hatten, eine Entschädigung einzufordern. Nur der Bey von Tunis widersetzte sich, mit dem Resultat, dass Blakes Schiffe das Arsenal des Beys bei Porto Farina (Ghar el Melh) angriffen, wobei sie neun algerische Schiffe und zwei Küstenbatterien zerstörten. Es war das erste Mal in der Seekriegsführung, dass Küstenbatterien außer Gefecht gesetzt wurden, ohne Landungstruppen einzusetzen. Ab 1705 löste sich die Kontrolle durch die Osmanen zunehmend zugunsten lokaler Machthaber. Das Land geriet in den Sog der wachsenden Staatsverschuldung, wozu persönliche Bereicherung und Unterschlagungen hoher Politiker wie Mustafa Khaznadar oder der Unternehmer Mahmoud Ben Ayed und Nessim Samama beitrugen. Das tunesische Volk trug indes eine sehr hohe Steuerlast.

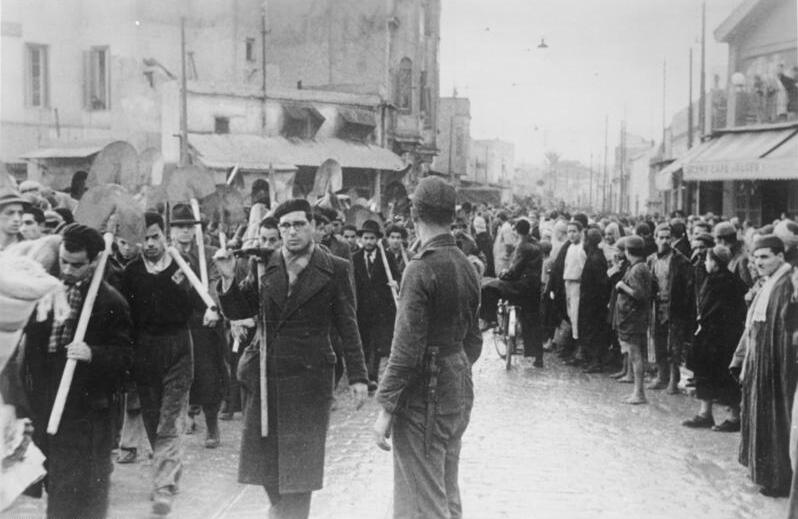
Juden unter Vichy auf dem Weg zur Zwangsarbeit, Dezember 1942

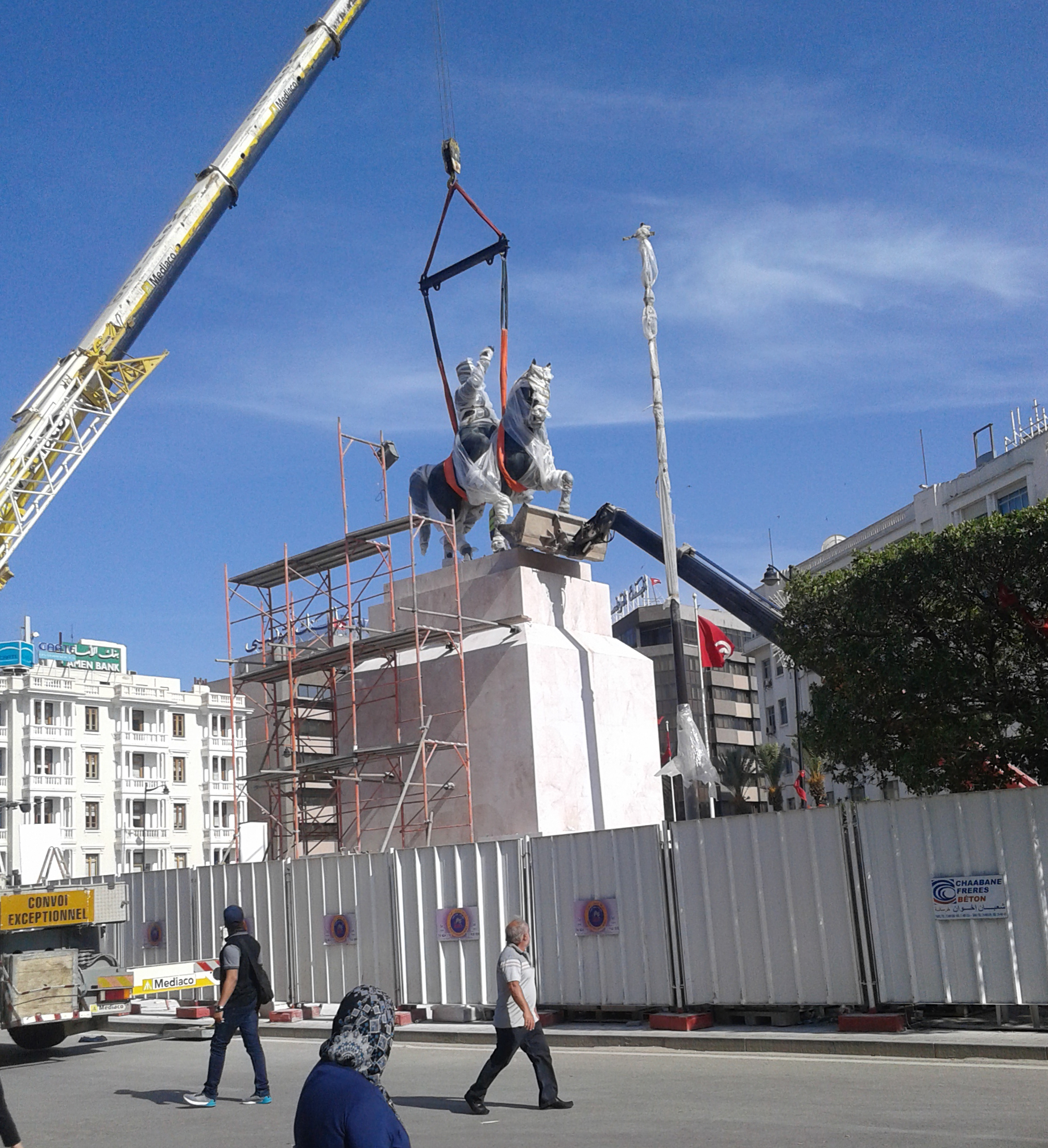
Das Habib-Bourguiba-Denkmal kehrt aus La Goulette auf die Avenue Habib-Bourguiba zurück, 2016

In einen Versuch der Modernisierung des Staatswesens gründete der neue Premierminister Khayr ed-Din 1875 für Tunesier des Bürgertums das Collège Sadiki, das später Mitglieder der Nationalbewegung wie Habib Bourguiba hervorbrachte, doch bald sah sich Sadok Bey gezwungen, europäischen Interessen Vorrang zu geben. Frankreich machte Tunis nach der Annektierung Tunesiens 1881 zum Sitz der Protektoratsverwaltung und nahm zahlreiche Veränderungen vor. Zwischen der Altstadt und dem Meer entstand eine Neustadt im europäischen Stil und der Stadthafen wurde über einen Schifffahrtskanal durch den See von Tunis mit dem neu angelegten Hafen von La Goulette verbunden. Es entstanden Freimaurerlogen, auch für viele Juden und Muslime. 
Neben französischen Kolonisten lebten auch viele Italiener in der Stadt, meist aus dem nahen Sizilien. Es entstand südlich der Avenue Jules-Ferry (der heutigen Avenue Habib Bourguiba) ein Stadtteil mit dem Übernamen Petite Sicile. Nördlich dieses Boulevards zum Meer gab es ein etwas kleineres Petite Calabre von Einwanderern aus Kalabrien. Die italienische Infrastruktur ermöglichte ein Leben fast wie in Italien: Dies begann bei der Erziehung mit dem Jardin d’enfance Garibaldi, der Ecole primaire Principe di Piemonte oder dem Lycée Royale gymnasiale Vittorio Emanuele II und reichte mit dem Teatro Rossini, der Crédit Agricole Italia, der Zeitung L’Unione oder der patriotischen Vereinigung Mutuo Soccorso tra gli operai in Tunisi in alle Bereiche des täglichen Lebens.
1889 führte die Befürchtung, das algerische Décret Crémieux würde auf Tunesien ausgeweitet, zu antisemitischen Ausschreitungen der Europäer. 1899 begann in Tunesien der Abbau von Phosphat und in Tunis wurde die Infrastruktur für den Export errichtet. Die Revolution der Jungtürken in Istanbul 1908 wurde von Muslimen und Juden ebenso rege diskutiert, wie die Forderungen von Jean Jaurès nach einem verantwortungsvollen Kolonialismus.
Vor dem Ersten Weltkrieg wurde das Protektorat von Muslimen und Juden zwar kritisiert, aber noch kaum grundsätzlich in Frage gestellt. Doch löste das Ansinnen der Verwaltung, den Friedhof Djellaz in ihre Register einzubeziehen, 1911 Unruhen seitens der muslimisch-tunesischen Bevölkerung aus. Dabei starben acht Italiener und Franzosen. Über die Zahl der bei der Niederschlagung des Aufstands getöteten Tunesier fehlen offizielle Angaben. In der Folge wurden sieben Demonstranten zum Tode verurteilt. Ein Straßenbahnunfall mit dem Tod eines Kindes führte 1912 zum Streik der tunesischen Straßenbahner, sie forderten gleichen Lohn wie für Ausländer. Der 1911 sofort ausgerufene Ausnahmezustand wurde erst 1921 wieder aufgehoben.
1924 wurde die Confédération générale des travailleurs tunisiens (CGTT) gegründet. In der Mitte der 1920er Jahre erlebte Tunis eine Streikwelle. Eine Krise der Landwirtschaft mit einer Ungleichbehandlung subventionierter Kolonistenbetriebe für Weizen und nicht-subventionierter einheimischer Olivenbauern verstärkte die sozialen Gegensätze. Die Regierung des Front populaire in Paris zeigte sich Verhandlungsbereit, doch die Siedler (colons) beharrten auf Kompromisslosigkeit. Im April 1938 kam es in Tunis zu Massendemonstrationen, nachdem in den Bergbaugebieten 23 Arbeiter von Polizei und Armee erschossen worden und 20 Unabhängigkeitspolitiker verhaftet worden waren. Vor dem Justizpalast in Tunis erschoss die Polizei 22 Demonstranten. Im Zweiten Weltkrieg war Tunis von den Achsenmächten von November 1942 bis Mai 1943 besetzt und die letzte Basis des Afrikakorps unter Erwin Rommel. Bereitwillig half ihm Jean-Pierre Esteva, der französische Generalresident in Tunis, der ihm die Erlaubnis erteilt hatte, in Tunesien an Land zu gehen. Am 18. März 1945 wurde der Kollaborateur wegen Verrats verurteilt.
Nach der Unabhängigkeit Tunesiens im Mai 1956 wanderten die meisten Europäer aus, die zuvor noch fast ein Viertel der Einwohnerschaft ausgemacht hatten. Zugleich führte die Landflucht zu einem großen Bevölkerungszuwachs und dem Bau von zahlreichen Neubaugebieten. Eine führende Rolle in der neu eingeführten Republik hatten die Gewerkschaft Union Générale Tunisienne du Travail (UGTT) und die Partei Neo-Destur. Anfang 1964 kam es zur entschädigungslosen Enteignung des Landbesitzes von Staatsbürgern Frankreichs, Italiens, Maltas und der Schweiz. Im Oktober 1963 hatte nach der Bizerte-Krise schließlich der letzte französische Soldat das Land verlassen, die bürgerliche Gesellschaftsschicht blieb jedoch kulturell stets eng mit Frankreich verbunden. Tunis unterlag, wie das ganze Land, der dreißigjährigen politischen Alleinherrschaft des Unabhängigkeitspolitikers Habib Bourguiba.

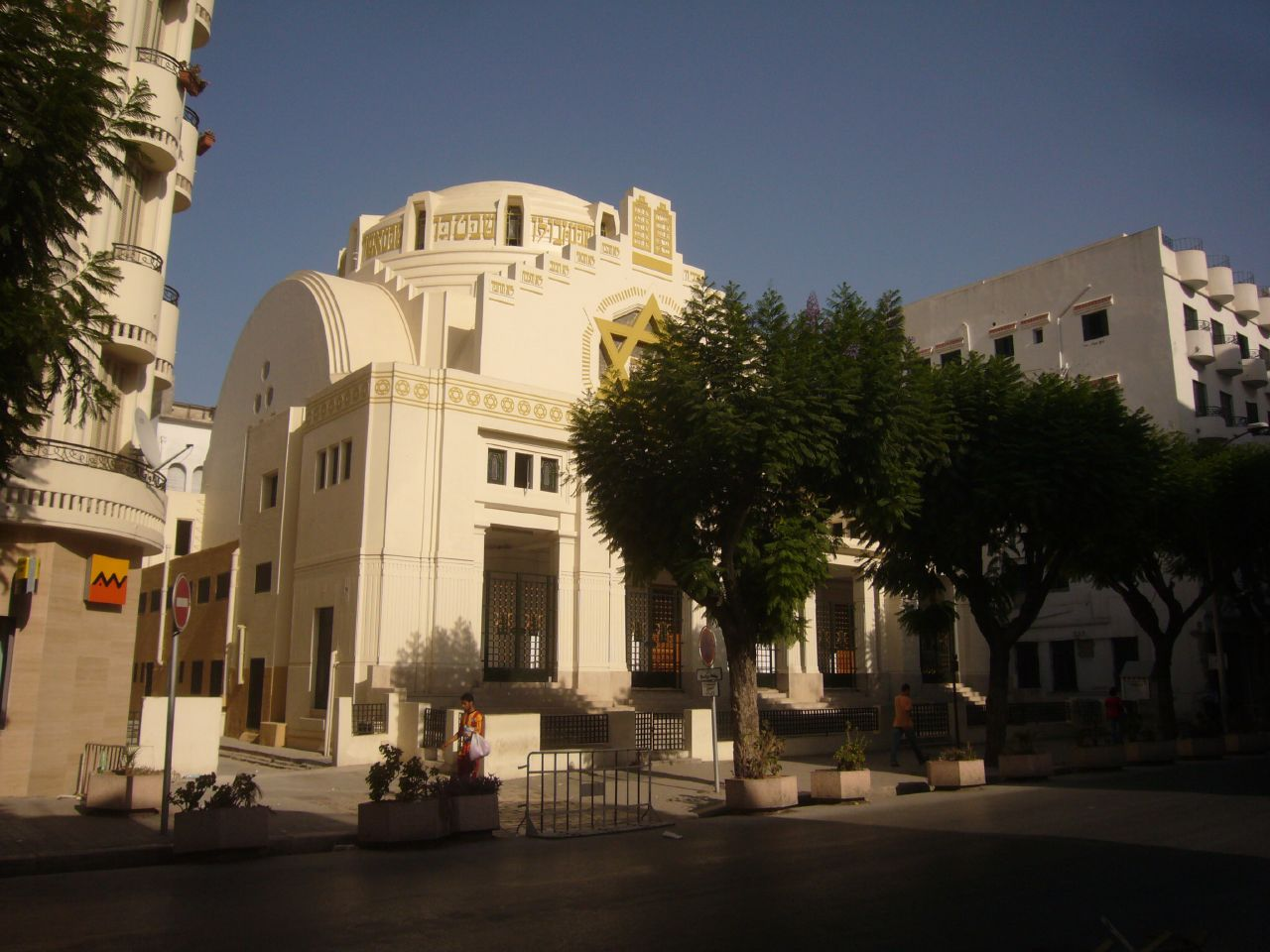
Die heute von Sicherheitskräften schwer bewachte Synagoge

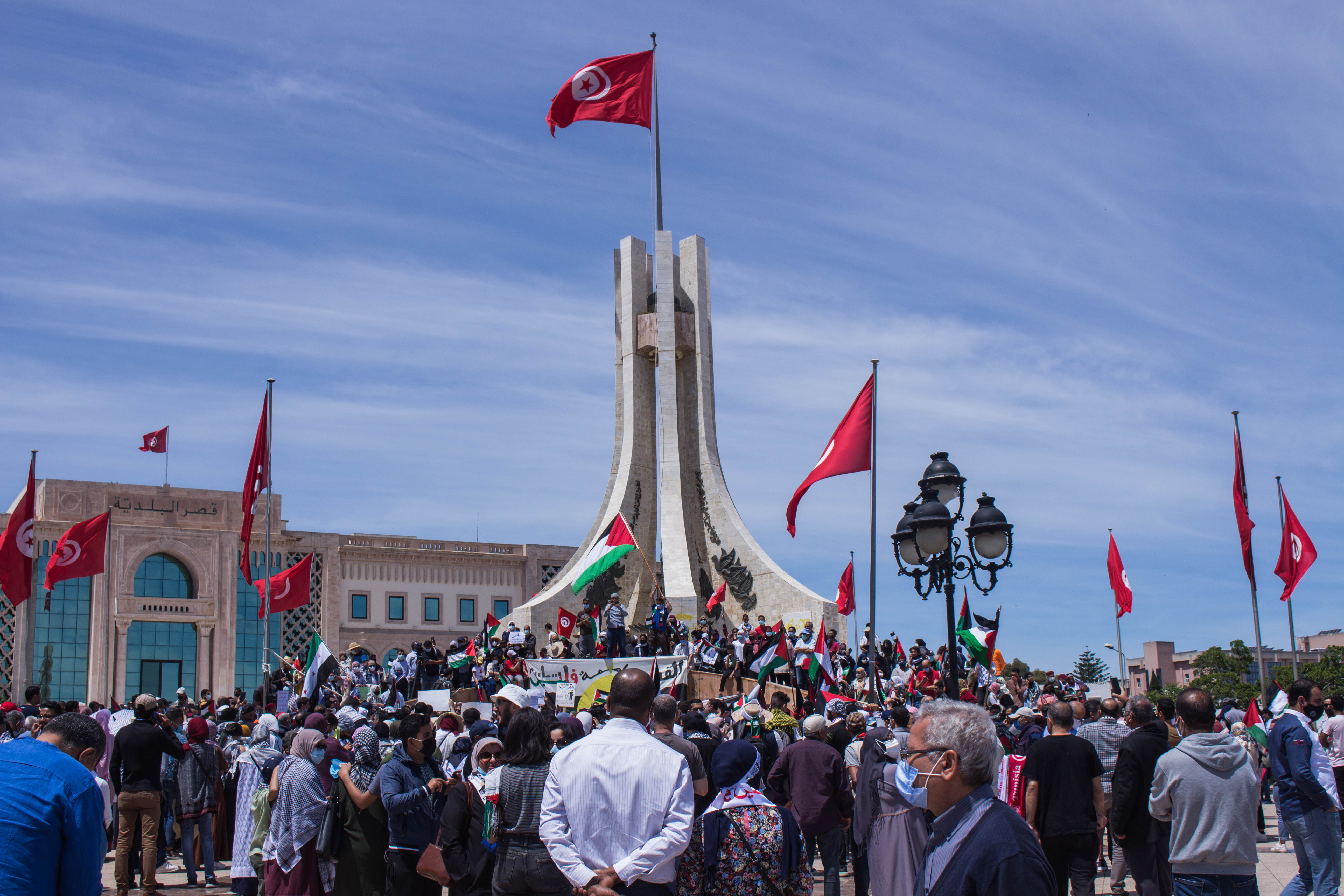
2021: Demonstration zugunsten der Palästinenser im Regierungsviertel

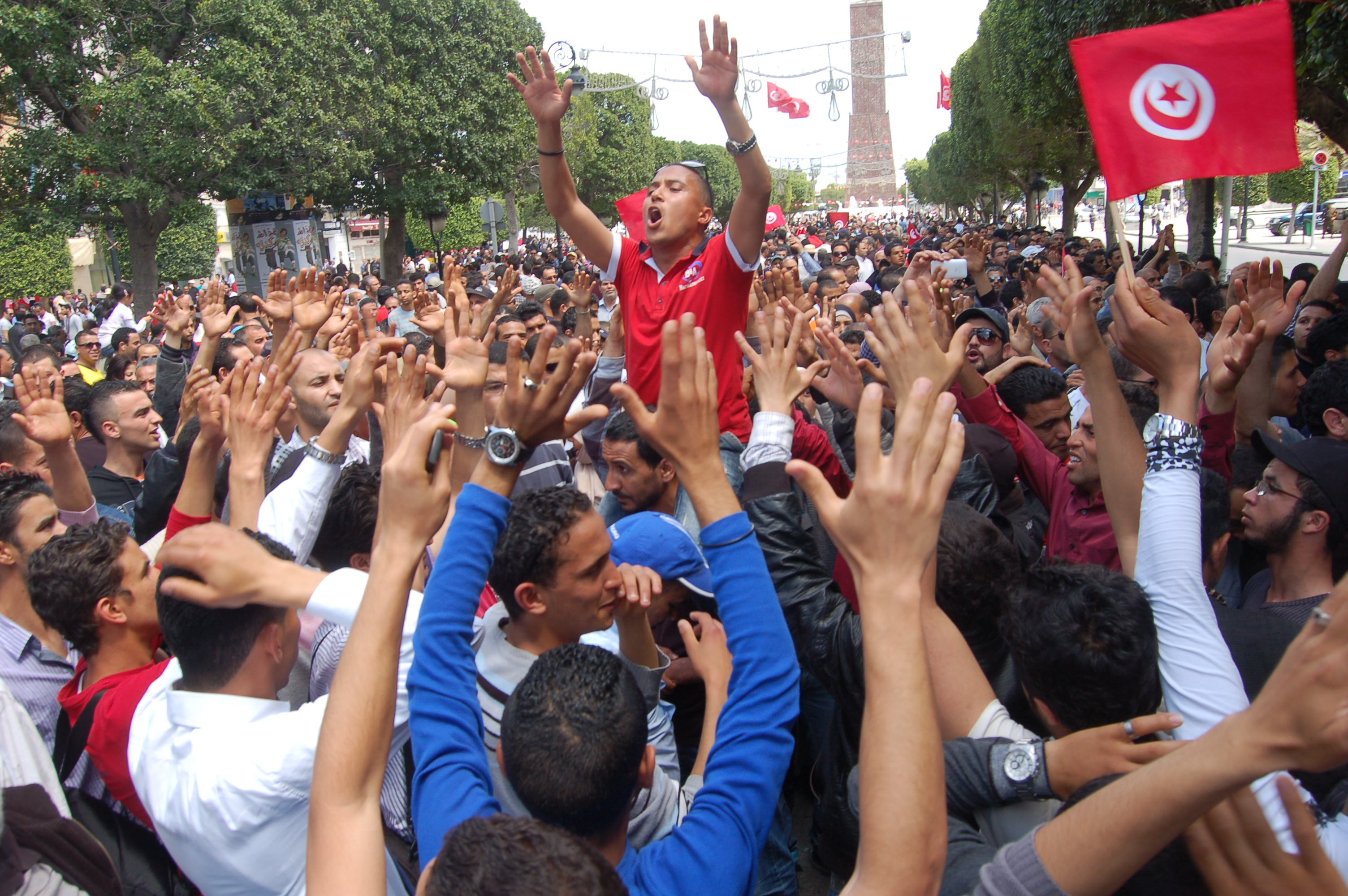
Die Avenue Habib-Bourguiba kann sich rasch mit Demonstranten füllen, hier eine Menschenmenge am Ersten Mai 2012

1967 eröffnete der Buchladen Al Kitab, der heute auch in La Marsa vertreten ist. Er ist eine auch für die Mächtigen unumgängliche Adresse. Die Bildungsschicht kauft dort, was in Paris neu erscheint. 1976 sollte sie die Tunesische Liga für Menschenrechte gründen. Frauenrechte hatten im politischen Programm Bourguibas hohe Priorität, doch verstärkte sich die Repression gegen Linke und Islamisten. Das Thema des israelisch-palästinensischen Konflikts, immer präsent, unterliegt strenger Kontrolle – zu rasch könnten auch andere Forderungen laut werden – betraf zuletzt das Institut français. 1965 schlug Tunesien als erster arabischer Staat Verhandlungen mit Israel vor. Das Jahr 1969 indes brachte antiisraelische Demonstrationen, die in Ausschreitungen und die Zerstörung der Großen Synagoge mündeten, was Bourguiba entschieden verurteilte. 1979 bis 1990 hatte die Arabische Liga ihr Hauptquartier in Tunis, ebenso wie von 1982 bis 1993 die palästinensische PLO. 1985 wurde ihr Sitz im südlichen Strandbad Hammam Plage (Hammam Schatt) in der sogenannten Operation Wooden Leg von der israelischen Luftwaffe bombardiert, 73 Menschen, davon 12 Tunesier, wurden getötet. Gegen Chalil al-Wazir schlug Israel 1988 zu. 2003 bis 2014 war der Sitz der Afrikanischen Entwicklungsbank in Tunis. 
Der alternde Bourguiba wurde 1987 von Zine el-Abidine Ben Ali zur Seite geschoben. Er bereicherte sich mit seiner Frau Leïla Trabelsi und ließ Korruption zu. Ben Ali liberalisierte die Wirtschaft und verstärkte den Polizeistaat. Opposition leisteten junge Blogerinnen wie Lina Ben Mhenni (1983–2020) oder Amira Yahyaoui und politisierte Fußballfans. Mit der Jasminrevolution in Tunesien 2010/2011, stand Tunis im Mittelpunkt des Arabischen Frühlings. Als der Jugend die Initiative entglitt, setzten sich alte säkulare Eliten gegen die islamistische Ennahda durch. Probleme sind die Jugendarbeitslosigkeit und die Abwanderung qualifizierter Arbeitskräfte einerseits, ein antimoderner und teilweise gewaltbereiter Islamismus andererseits, wie das Attentat auf das Nationalmuseum im Jahr 2015 zeigt.
Tunis musste einen empfindlichen Rückgang des Tourismus hinnehmen. Während der emanzipatorische Fortschritt der Bourguiba-Jahre stark nachwirkt, bleibt die tunesische Gesellschaft insgesamt aber konservativ. Queere Menschen leben ihre Neigung im Verborgenen, da der Staat Homosexualität unter Gefängnisstrafe stellt. Aktuell wird diskutiert, wie afrikanisch Tunesien ist. Dass es ein Publikum für Afrikas Popkultur gibt, zeigt der Auftritt von Nomcebo Zikode im Juli 2022 in Tunis. Viele Immigranten aus Subsahara-Afrika leben unter schwierigsten Bedingungen, die humanitäre Arbeit des UNHCR wird erschwert. Hauptbrennpunkt der Gewalt gegen Immigranten ist Sfax im Süden. Legal eingereiste Menschen mit abgelaufenem Visum sind verschuldet, weil sie die Ausreisegebühren nicht bezahlen können. Es gab eine Reihe polizeilich gedeckter rassistisch motivierter Angriffe gegen Schwarze. Im  aktuellen politischen Diskurs Tunesiens kursiert die diffuse Behauptung, der „arabische“ Charakter Tunesiens sei bedroht. Der ehemalige Rechtsprofessor Kais Saied, der der Verschwörungstheorie vom „Großen Austausch“ anhängt, erhebt einen neuen Anspruch auf Alleinherrschaft über Tunis und Tunesien.
Bevölkerungsentwicklung der Agglomeration laut UN
| Jahr | Einwohnerzahl |
| ---- | ------------- |
| 1950 | 472.000       |
| 1960 | 588.000       |
| 1970 | 761.000       |
| 1980 | 1.047.000     |
| 1990 | 1.472.000     |
| 2000 | 1.769.000     |
| 2010 | 2.014.000     |
| 2017 | 2.254.000     |

## Stadtbild

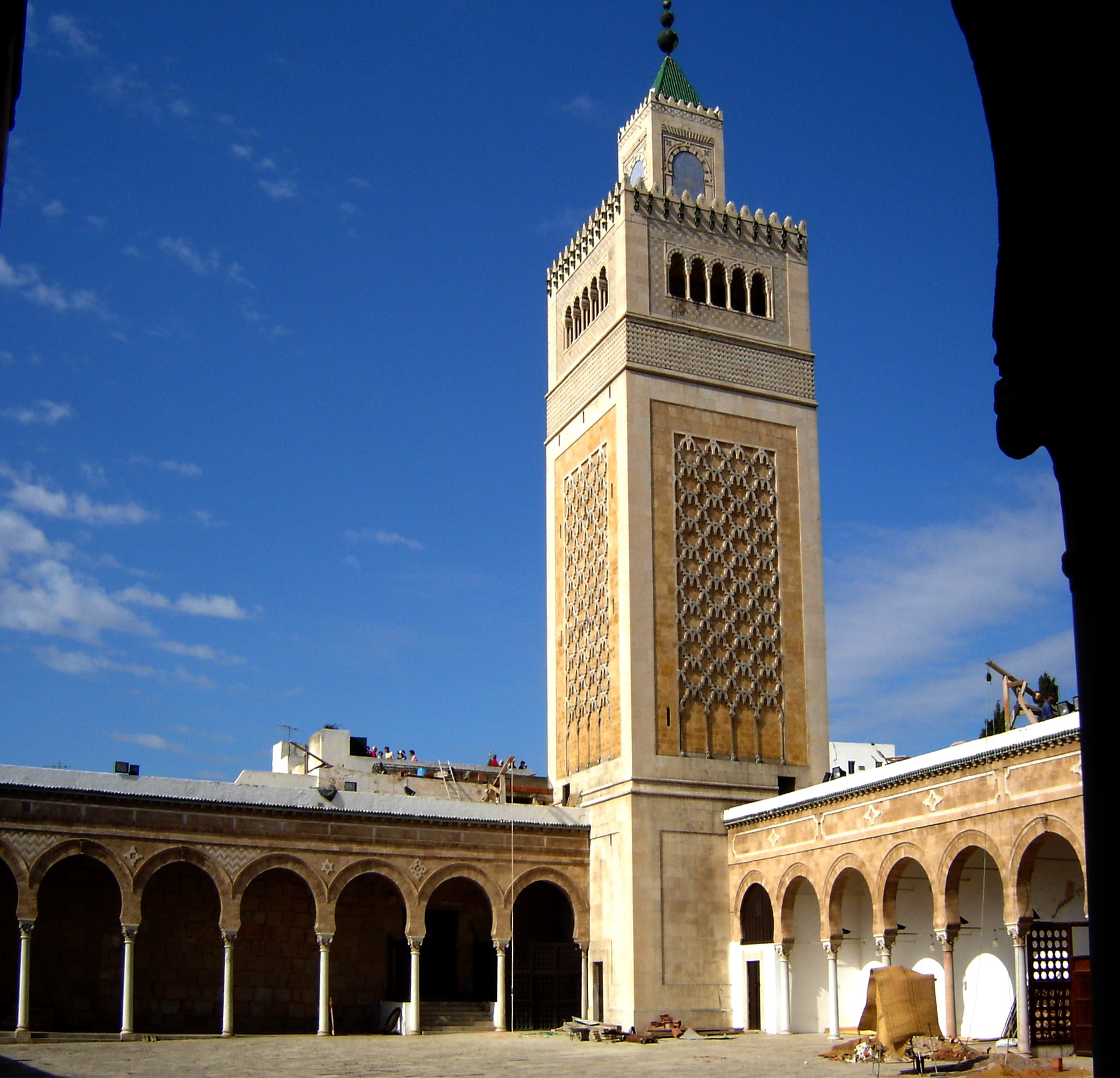
Die Ez-Zitouna-Moschee

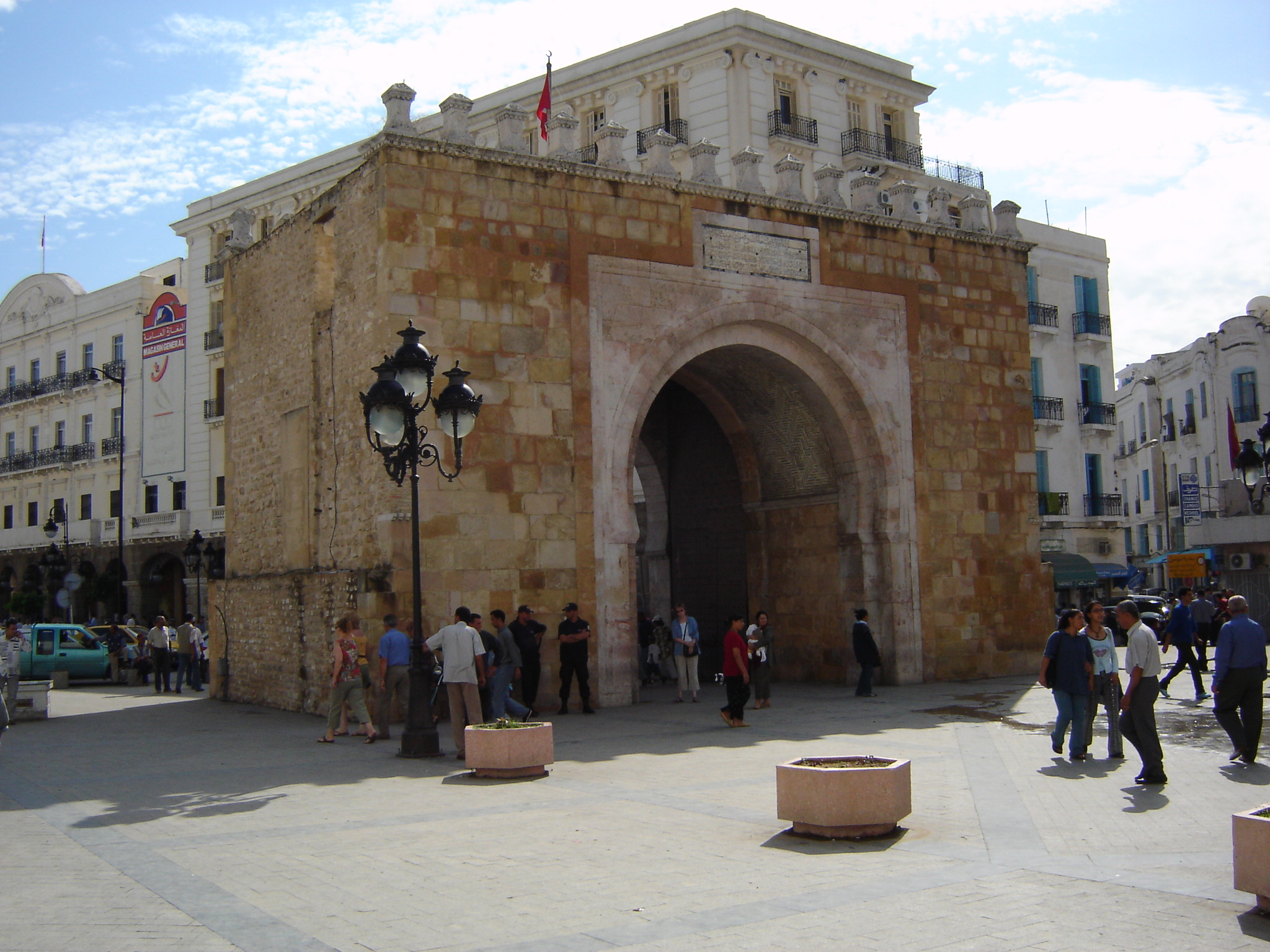
Bab el Bhar (Hafentor)

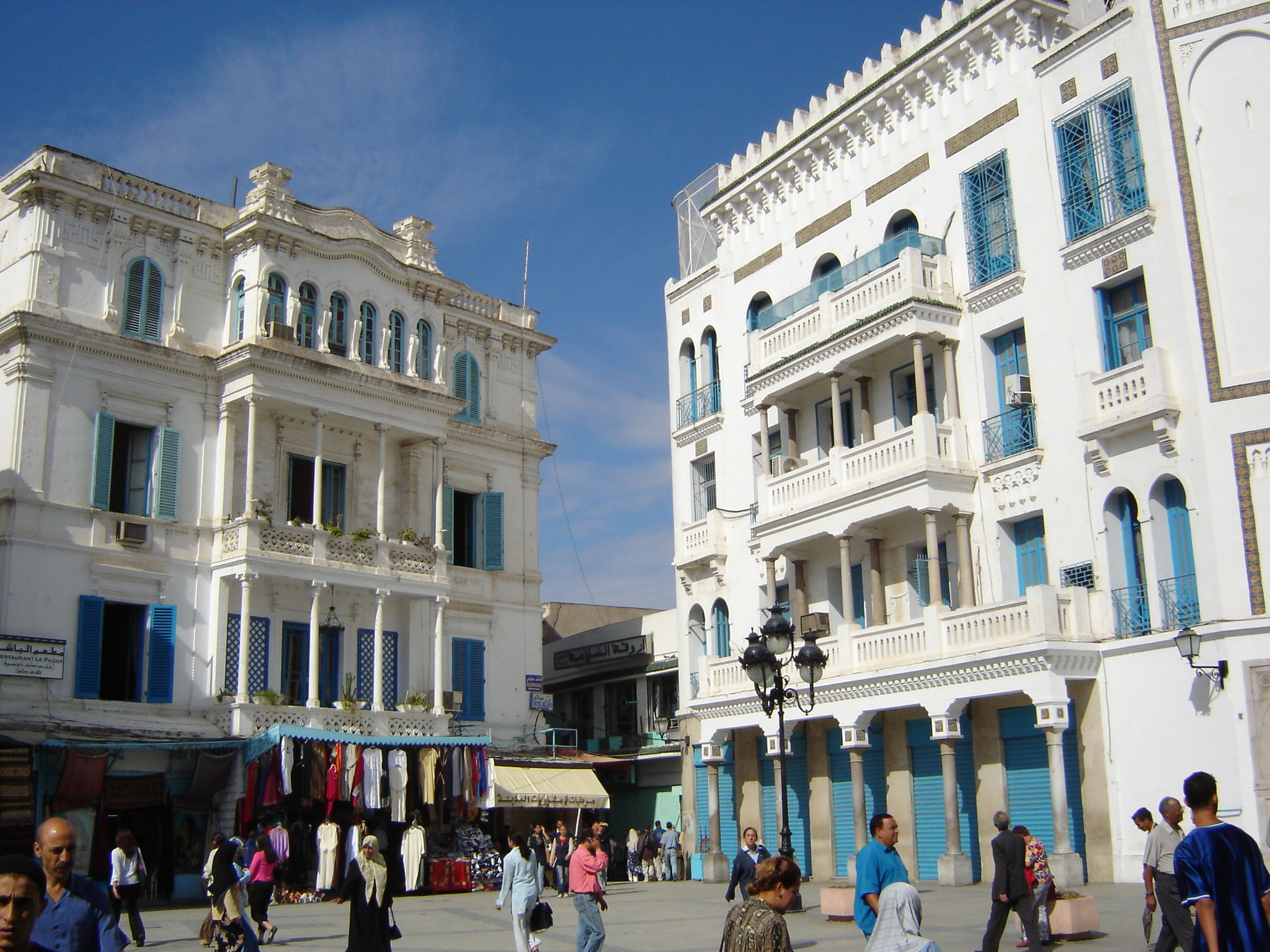
Place de la Victoire in der Innenstadt von Tunis

Das Stadtbild von Tunis ist geprägt vom starken Kontrast zwischen der orientalischen Altstadt und der europäisch anmutenden Neustadt. Die Altstadt (Medina) wurde im 9. Jahrhundert von den Aghlabiden angelegt und im 13. Jahrhundert von den Hafsiden umgestaltet. Sie gehört seit 1979 zum UNESCO-Welterbe. Die heute von etwa 20.000 Menschen bewohnte Medina hat eine Ausdehnung von 1500 m × 800 m und zeigt den üblichen Aufbau arabischer Altstädte mit einem unregelmäßigen Netz aus verwinkelten Gassen. Im Zentrum der Medina steht die Ez-Zitouna-Moschee, nach der Großen Moschee von Kairouan die wichtigste Moschee Tunesiens. Die Ez-Zitouna-Moschee geht im Kern auf das 9. Jahrhundert zurück, wurde jedoch mehrfach umgebaut und erweitert. Rings um die Moschee erstreckt sich das Marktviertel. Traditionell ist jeder der Souks (Marktgassen) einem bestimmten Wirtschaftszweig zugeordnet, z. B. den Parfümhändlern (Souk el Attarine), Schuhhändlern (Souk el Blaghija) oder Stoffhändlern (Souk des Étoffes). Der zentrale Bereich der Souks ist heute stark auf den Tourismus eingestellt, die Marktgassen in den Randbereichen der Medina werden jedoch vornehmlich von den einheimischen Bewohnern frequentiert.
Der Platz des Sieges (Place de la Victoire) mit dem ehemaligen Stadttor (Porte de France, arab. Bab el Bhar ‚Hafentor‘) liegt an der Grenze zwischen Altstadt (Medina) und Neustadt (Ville Nouvelle). Die Neustadt liegt zwischen der Medina und dem See von Tunis und wurde im 19. Jahrhundert von den Franzosen angelegt. Die Straßen bilden ein regelmäßiges Schachbrettmuster und auch die Architektur der Gebäude mutet europäisch an. Hauptachse der Neustadt ist die über 1,5 km lange Prachtstraße Avenue Habib Bourguiba, die von Geschäften, Cafés und Hotels gesäumt wird.
Etwa vier Kilometer westlich der Innenstadt liegt der ehemalige Villenvorort Le Bardo. Hier befindet sich der von den Hafsiden im 15. Jahrhundert angelegte und von den türkischen Beys erweiterte Palastbezirk. Die Mitte des 19. Jahrhunderts erbaute Residenz des Beys beherbergt heute das tunesische Parlament. In den Räumen des ehemaligen Harems ist das Nationalmuseum von Bardo untergebracht.

## Städtepartnerschaften
- Algier, Algerien
- Amman, Jordanien
- Belgrad, Serbien
- Doha, Katar
- Dschidda, Saudi-Arabien
- Istanbul, Türkei
- Köln, Deutschland
- Kuwait, Kuwait
- Lissabon, Portugal
- Marseille, Frankreich
- Maskat, Oman
- Montreal, Kanada
- Moskau, Russland
- Paris, Frankreich
- Prag, Tschechien
- Rabat, Marokko
- Rio de Janeiro, Brasilien
- Rom, Italien
- Santiago de Chile, Chile
- Stockholm, Schweden
- Taschkent, Usbekistan
- Wien, Österreich